# Bulbophyllum pandurella
Bulbophyllum pandurella là một loài phong lan thuộc chi Bulbophyllum.